# Slovanská alej (Plzeň)
Slovanská alej je ulice na Východním Předměstí v Plzni, která spojuje náměstí Milady Horákové s Koterovskou třídou. Pojmenována je dle místního názvu čtvrti Slovany. Ze severu do ni vstupuje Francouzská třída, z jihu ulice Topolová a Skladová. Veřejná doprava prochází celou délkou ulice. Nachází se zde autobusové zastávky: Slovany a Vozovna Slovany. V úseku mezi náměstím Milady Horákové a Francouzskou třídou je cyklistům k dispozici cyklostezka.

Po celé délce ulice je v jejím středovém pásu vedena tramvajová služební trať, jenž je využívána jako při výlukách spojnice mezi zastávkami Slovany a Světovar a pro návrat tramvají do vozovny, stojící na křižovatce s Francouzskou třídou. Roku 2013 proběhla oprava jak silniční komunikace tak služební tramvajové trati, k jejíž další rekonstrukci (včetně dvojice zastávek) došlo v roce 2021 během renovace kapacitně nevyhovující tramvajové vozovny.

V ulici se taktéž nachází 21. základní škola a pobočka Českého statistického úřadu.